# پنگ شوای
 پنگ شوای (به انگلیسی: Peng Shuai)؛ (زاده ۸ ژانویهٔ ۱۹۸۶) یک تنیس‌باز اهل چین است.

## ادعای تجاوز جنسی
در اوایل نوامبر ۲۰۲۱ پنگ شوای در پستی که در شبکه اجتماعی سینا ویبو نوشت جانگ گائو لی معاون پیشین نخست‌وزیر چین را متهم کرد که در موارد متعدد او را مجبور به داشتن رابطه جنسی کرد.. پس از آن برای مدتی ناپدید شد. در پی نگرانی‌ها از وضعیت وی، انجمن تنیس زنان تهدید کرد اگر اگر پنگ شوای پیدا نشود از مسابقات چین خارج می‌شود و خواستار بررسی ادعای آزار جنسی شد. در ۲۰ دسامبر ۲۰۲۱ پنگ شوای بار دیگر در رسانه‌ها ظاهر شد و گفت: «من هرگز نگفته یا ننوشته‌ام که کسی به من تجاوز جنسی کرده است. این نکته باید به وضوح تاکید شود».  با این حال انجمن تنیس زنان اعلام کرد که همچنان نگران وضعیت پنگ شوای است و ممکن است حکومت چین او را مجبور به خودسانسوری کرده باشد.